# Anthony Obi
Anthony Obi (Nigeria Colonial, Imperio Británico, 13 de enero de 1952 - 1 de enero de 2022) fue un teniente coronel nigeriano que se desempeñó como administrador militar del estado de Osun desde agosto de 1996 hasta agosto de 1998, durante el régimen militar del general Sani Abacha. Luego se convirtió en administrador militar del estado de Abia en agosto de 1998 y entregó el poder al gobernador civil Orji Uzor Kalu en mayo de 1999.

## Biografía
Obi nació el 13 de enero de 1952. Heredó problemas en el estado de Osun con el conflicto entre los pueblos de Ife y Modakeke, que periódicamente estallaba en violencia. Se desencadenó una crisis cuando su administración decidió trasladar la sede del consejo local de un pueblo a otro. Anthony Obi creó un Comité Real para hacer recomendaciones sobre la resolución de la crisis y declaró un programa de ayuno y oración de siete días en marzo de 1998 concentrándose en la paz en Ile-Ife.
Durante su administración del estado de Osun encargó una oficina de la corporación de agua en Ifetedo, pero no proporcionó los suministros de agua adecuados. Cuando dos facciones del sindicato de empleados del gobierno local comenzaron a publicar dos boletines rivales, Anthony Obi los prohibió a ambos.
En septiembre de 1998, el teniente coronel Anthony Obi dijo a los periodistas que los 31 miembros del Consejo Gobernante Provisional y los 36 administradores militares estatales declararían sus activos, de acuerdo con la intención del general Abdulsalami Abubakar de entregar una administración limpia a gobernantes civiles en mayo. 1999.
Como administrador del estado de Abia, construyó Camp Neya, un centro de retiro del gobierno y un campo de golf en un terreno ondulado en Igbere, encargado en su último día en el poder el 28 de mayo de 1999.
Falleció el 1 de enero de 2022, a la edad de 69 años.